# Franjo I., car Svetog Rimskog Carstva
Franjo I. Stjepan Lotarinški (Nancy, 8. prosinca 1708. – Innsbruck, 18. kolovoza 1765.), car Svetog Rimskog Carstva
Lotaringija je bila mala vojvodina na sjeveroistoku Francuske. U njenom tadašnjem glavnom gradu Nancyju 8. prosinca 1708. godine rođen je Franjo Stjepan Lotarinški, drugi sin vojvode Leopolda od Lotaringije i vojvotkinje Elizabete Šarlote.
Kao petnaestogodišnjeg mladića otac ga je poslao na bečki dvor cara Karla VI. Habsburškog kako bi stekao dodatno obrazovanje. Tamo je upoznao carevu kćer Mariju Tereziju. Godine zajedničkog druženja s vremenom su dovele do mladenačke ljubavi, koja je 12. veljače 1736. okrunjena brakom. Nakon Maksimilijana i Marije Burgundske taj je brak u habsburškoj kući bio prvi koji nije bio isključivo brak iz interesa.
Iako je suprug kraljice i carice Marije Terezije 13. rujna 1745. u Frankfurtu proglašen rimsko-njemačkim carem, kao Franjo Stjepan I., njegove su vladarske ingerencije sezale samo do formalnog i protokolarnog pojavljivanja uz suprugu te osiguranja nastavka habsburške loze. Bio je otac šesnaestoro djece, a dinastija se od tada naziva Habsburg-Lothringen.
| Franjo I., car Svetog Rimskog Carstva Lotarinška dinastijaRođ. 8. prosinca 1708. Umr. 18. kolovoza 1765. | |                                              |
| Vladarske titule                                                                                         | |                                              |
| prethodnik Gian Gastone de' Medici                                                                       | toskanski veliki vojvoda 1737. – 1765.                                                                     | nasljednik Leopold II.                       |
| prethodnik Leopold Lotarinški                                                                            | lotarinški vojvoda 1729. – 1737.                                                                           | nasljednik Stanislav I. Poljski              |
| prethodnik Leopold Lotarinški                                                                            | tešinski vojvoda 1729. – 1765.                                                                             | nasljednik Josip II.                         |
| prethodnik Karlo VII. Albert                                                                             | kralj u Njemačkoj 1745. – 1764.                                                                            | nasljednik Josip II.                         |
| prethodnik Karlo VII. Albert                                                                             | car Svetog Rimskog Carstva 1745. – 1765.                                                                   | nasljednik Josip II.                         |
| prethodnik Marija Terezija kao jedini vladar                                                             | austrijski nadvojvoda vladar Austrijske Nizozemske 21. studenoga 1740. – 1765. Zajedno s Marijom Terezijom | nasljednik Marija Terezija kao jedini vladar |